# Лука Луш
Волфганг Робиновиц, известен със сценичното си име Лука Луш (на английски: Luca Lush), е американски диджей, живее в Бруклин, Ню Йорк.

## Биография
Луш се занимава, като барабанист в различни групи, преди да отиде в колеж, където се е научил да композира музика.
През юни 2016 г. той си сътрудничи с продуцента K?D, за да издаде песента „Amaretto“. През юни 2017 г. Lush пуска песента „Midnight City“ а през август 2017 г. песента „A Boy Brushed Blue Living In Black And White“.
През 2019 г. Луш подписва договор с Агенцията за сценични изкуства.

## Дискография

### Сингли
- „Club Love“ (с участието на Feki)
- „Torn“
- „Shvke“
- „Cherry Blossom“

2016 г.
- „Бум“
- „Всичко 4 U“

2017 г.
- „Sasha's Theme“
- „God's Plan“ (с участието на Кид Травис)
- „Vermilion“
- „Demon“ (с участието на Kamiyada)
- „All Girls Are the Same“ (с участието на Kid Travis)[9]

2019 г.
- „Sucker Punch“ с Lil Texas[10]

### Ремикси
- Atlas Bound – „Tell Me“ (Лука Луш ремикс)
- Marshmello – Alone (Лука Луш ремикс)